# Ato indiferente
Um ato indiferente é qualquer ação que não seja boa nem má.
Quando os atos são considerados em geral, apenas com respeito ao seu objeto, há atos que não podem ser considerados nem bons nem maus, mas indiferentes. É um tema muito controverso se um ato específico, realizado por uma pessoa específica em circunstâncias particulares, e para um determinado fim, pode ser indiferente, desde que não seja algo feito por hábito e não por deliberação.

## Teólogos católicos sobre atos indiferentes
Pode o caráter de indiferença ser predicado do ato, considerado não como uma abstração da mente, mas no concreto, conforme é exercido pelo indivíduo em circunstâncias particulares e para um determinado fim?
A esta pergunta São Boaventura,  responde afirmativamente, e com ele Duns Scotus,  e toda a escola escocesa. O mesmo acontece com Patrício Sporer;  Benjamim Elbel;  Vásquez;  Arriaga;  e mais tarde Arcebispo Walsh.  Tomás de Aquino,  e seus comentaristas têm opinião oposta. O mesmo acontece com Francisco Suárez;  Charles René Billuart;  Afonso Ligório;  Thomas Bouquillon;  Agostinho Lehmkuhl;  e Noldin. 
Os tomistas, não menos que os escoceses, reconhecem como moralmente indiferentes os atos praticados sem deliberação, como, por exemplo, acariciar a barba ou esfregar as mãos, como normalmente ocorrem. Reconhecidamente indiferentes também serão aqueles atos em que há apenas uma deliberação física, como é chamada, tal como é realizada quando, por exemplo, lemos ou escrevemos deliberadamente, sem qualquer pensamento de ordem moral. A questão aqui é apenas daqueles atos que são realizados com referência a uma regra moral. Novamente, a maioria dos tomistas admitirá que um ato seria indiferente no caso em que um agente o julgasse nem bom nem mau depois de ter formado a sua consciência, de acordo com a opinião dos escoceses. Por fim, não se levanta nenhuma controvérsia quanto à indiferença dos atos com referência ao mérito sobrenatural. A doutrina de que todas as obras dos infiéis são más foi formalmente condenada. No entanto, é claro que, embora as ações daqueles sem graça possam ser moralmente boas e, portanto, na ordem sobrenatural, escapar de todo demérito, eles não podem, ao mesmo tempo, reivindicar qualquer mérito.
Tanto os tomistas como os escotistas declararão que, para ser moralmente bom, um ato deve estar em conformidade com as exigências e a dignidade da nossa natureza racional. Mas a questão é: o que deve ser considerado conforme às exigências e à dignidade da nossa natureza racional? Segundo os escotistas, o ato deliberado de um ser racional, para ser moralmente bom, deve ser referido a um fim positivamente bom. Portanto, aqueles atos nos quais o agente anuncia sem fim, e que não têm por objeto nada que seja conforme à nossa natureza racional, nem ainda contrário a ela, como comer, beber, divertir-se e assim por diante, não podem ser considerados moralmente bom. Como, no entanto, estes não descobrem nenhum desvio da norma moral, não podem ser caracterizados como maus e, portanto, diz-se, devem ser considerados indiferentes.
Segundo a opinião de Tomás de Aquino, comum entre os teólogos, não é necessário, para ser moralmente bom, que um ato seja remetido a um fim positivamente bom. Basta que o fim não seja considerado mau e que, na execução do ato, os limites estabelecidos pela razão correta não sejam transgredidos. Assim, os atos de comer, beber, divertir-se e similares, embora, em abstrato, não sejam nem conformes nem contrários à nossa natureza racional, no concreto, em razão da circunstância de serem praticados da maneira e do modo medida prescrita pela razão, tornam-se plenamente de acordo com a nossa natureza racional e, portanto, moralmente boas. Observar-se-á, a partir do que precede, que os tomistas consideram moralmente bons os atos que os escoceses consideram apenas moralmente indiferentes.
De acordo com uma terceira classe de teólogos, um ato deliberado que não é referido como um fim positivamente bom deve ser considerado moralmente mau. Portanto, aquilo que descrevemos como bom na doutrina de Tomás de Aquino, e como indiferente à mente de Duns Scotus, deve, de acordo com estes teólogos, ser considerado nada mais do que mau. Os defensores desta opinião concordam com Tomás de Aquino apenas ao declarar que não existem atos deliberados indiferentes. Diferem dele radicalmente no seu rigor.